# Jimmy Bond
Jimmy Bond é uma personagem do filme 007 Casino Royale, de 1967, uma comédia satírica de James Bond, feita pelos então detentores dos direitos de filmagem do livro original do escritor britânico Ian Fleming, criador do espião de Sua Majestade, à parte da franquia oficial da série produzida por Albert Broccoli e Harry Saltzman.
A personagem, que não existe no livro, assim como muitas dos personagens do filme, é o arquivilão de Casino Royale, que usa o nome de 'Dr. Noah' e, na verdade, é o sobrinho de James Bond. Ele é interpretado por Woody Allen, num de seus primeiros papéis no cinema.

## No filme
Jimmy aparece primeiramente no filme em algum país da América Latina sendo levado a um pelotão de fuzilamento, por um motivo que não se sabe qual seja. Ele é considerado um desapontamento por seu tio, James Bond (David Niven, nesta sátira) e suas primeiras cenas tem a marca do humor de Allen, um dos roteiristas do filme. Quando está prestes a ser fuzilado junto com outros rebeldes, ele pede para fumar um último cigarro, que, aceso, mostra ser uma arma de espião e explode, lançando fogo e fumaça no lugar, o que lhe permite escapar na confusão, escalando o muro no qual havia sido encostado.
Ele reaparece na parte final do filme na pele do arquivilão 'Dr. Noah', o homem por trás do vilão Le Chiffre, e que ordena sua morte após ele perder o dinheiro da SMERSH no cassino para Evelyn Tremble (Peter Sellers)  - que se passa por James Bond (há vários 007 no pastiche). Depois de ordenar o sequestro de Mata Bond por um disco voador, e de aprisionar seu tio James Bond e Miss Moneypenny em sua base secreta, Jimmy revela-se ao tio como 'Dr. Noah' através do sistema de som, mas seu disfarce é descoberto. Na presença do tio, seu herói de infância, Jimmy Bond/Dr. Noah não consegue falar e limita-se a se comunicar por mímica.
Dr. Noah produziu um bacilo para exterminar todos os homens mais atraentes do que ele; solto na atmosfera, ele transformará todas mulheres em belas fêmeas e exterminará todos os homens com mais de 1,55 m transformando-o no único homem alto e desejável do mundo.
Suas cenas finais são numa câmara secreta, onde ele mantém The Detainer, uma das agentes do MI-6 também disfarçada de 007 capturadas por ele, presa nua por cintas de aço numa cama de tortura. The Detainer quer saber porque foi raptada da mesa de jogo do cassino e Jimmy lhe diz que a raptou por ela ser 'a mais linda e desejável das agentes 007'. Perguntado se ele trata assim as mulheres, Jimmy responde que sempre as deixa nuas e as amarra e aprendeu isso quando era escoteiro. Detainer o considera louco e megalomaníaco e ele lhe mostra seus domínios, onde fez cópias humanas de todos os líderes mundiais e conta seu plano de assassinar os líderes dos governos e trocá-los por seus clones, comandados por ele, visando à dominação mundial.
Fingindo deixar Jimmy seduzi-la, Detainer o beija enquanto coloca uma pílula atômica roubada - fabricada por ele mesmo - dentro da champagne do 'Dr. Noah', que ele bebe, engolindo a pílula. Misturada em líquido e engolida, a pílula tem um tempo certo para explodir. Detainer então foge dos domínios de Jimmy junto com Bond, Moneypenny e Mata Bond. Jimmy reaparece no cassino, acima de sua base secreta, onde acontece um grande briga e caos, soluçando e tendo várias pequenas explosões na boca, até a explosão atômica final da pílula que explode o cassino e todos dentro dele. Nos créditos finais do filme, ele aparece tocando uma harpa no Além, descendo ao inferno em seguida.